# علي رضا خورشيدي
علي رضا خورشيدي (بالفارسية: علیرضا خورشیدی)، من مواليد 1952م وهو لاعب كرة قدم سابق، ومركزه مهاجم، لعب مع نادي هما الإيراين، كما شارك مع منتخب بلاده في كأس آسيا سنة 1976م حيث حقق اللقب الثالث في تاريخ إيران، كما شارك في دورة الألعاب الصيفية الأولمبية نفس العام.

## روابط خارجية
- علي رضا خورشيدي على موقع ناشيونال فوتبول تيمز (الإنجليزية)
- علي رضا خورشيدي على موقع أوليمبيديا (الإنجليزية)